# Сантомера
Сантомера (ісп. Santomera) — муніципалітет в Іспанії, у складі автономної спільноти Мурсія. Населення — 15 481 особа (2010).
Муніципалітет розташований на відстані близько 350 км на південний схід від Мадрида, 10 км на північний схід від Мурсії.
На території муніципалітету розташовані такі населені пункти: (дані про населення за 2010 рік)
- Матансас: 830 осіб
- Сантомера: 13184 особи
- Сіскар: 1191 особа
- Орілья-дель-Асарбе: 276 осіб

## Демографія
Динаміка населення (INE ):